# Astralni niz
Astralni niz je roman slovenskega pisatelja Ferija Lainščka, izšel je leta 1993 v Ljubljani pri skladu Vladimir Slejko.

## Vsebina
Temeljno nasprotje romana je nasprotje med zločincem in detektivom. Detektiv pa svoje pričakovane vloge ne opravlja, saj zločinca sploh ni. Roman ima spiralasto zgradbo, kar ustvarja odprtost pripovedi. Umori so sicer pojasnjeni, toda nadaljnjih ne morejo preprečiti. Vse osebe so zato povezane v spiralasti tok ujetosti in usodne nemoči. 
Glavna oseba je Barbe Knee, za katero bi lahko rekli, da živi življenje povprečne najstnice. Ker sta ji babica Lali (Jevlalija Knee) in dedek Osti (Osbert) hotela pripraviti zabavo za 18. rojstni dan, sta se z mamo odpravili k njima. Živela sta v vili na zarobju najuglednejše zasebne četrti. Njun vrt je urejal Gospod Luzia, imela pa sta tudi služkinjo, gospo Nanynko. Slednja je Barbe poklicala v kuhinjo, ker ji je želela pokazati torto, ki jo je pripravljala zanjo. Na vrhu torte je bila figurica bika, kozoroga in škorpijona. To jo je presenetilo, saj se ji je ravno tisto noč sanjalo o horoskopu. Služkinja ji je pojasnila izbiro figuric – kozorog je znamenje, s katerim si lahko obeta več, kot s komerkoli, s škorpijonom pa imata čudno in nepojmljivo privlačnost. 
Pri pripravi zabave je pomagal tudi Gospod Luzia, ki je tokrat prišel s pomočnikom Hubertom Luzia (Hu). Ta je o Barbe slišal od svojega očeta, ni pa si mislil, da mu bo dekle všeč. Ta dan jo je povabil ven, ona pa ga je zavrnila, saj ni bil po njenem okusu (bil je suh in mozoljast). Na zabavi je bila sama belina. Bela torta, beli prti, bela posoda, še slavljenkina oblekica je bila bela. Kot da bi nekdo hotel še zadnjič poudariti njeno nedolžnost. Zaradi tega jo je njena prijateljica Reni Weinachten večkrat zmerjala. Vsi prisotni na zabavi so se postavili skupaj, da bi posneli fotografijo. Barbe je v hipu, ko jo je zaslepila bliskavica, pomislila na očeta Patrika Kornelka, katerega ni poznala. Mama, babica in dedek so ji informacije o njem prikrivali, zato je svoj rojstni dan izkoristila in jih o njem povprašala. Povedali so ji samo, da ni bil dober človek, da je bil baraba, brezdomnež, vlomilec, hud kriminalec in navsezadnje, morilec. 
Barbe se je zaradi svoje nedolžnosti počutila izobčeno, v šoli so jo klicali Polbela, kar ji je šlo zelo na živce. Z Reni se je tako v soboto večer prvič odpravila ven, da bi z nekom storila prelomni korak. Tisto noč ni spoznala nikogar ,s katerim bi bila to pripravljena storiti. Nekega dne, ko se je vrnila iz šole, je na mizi našla pismo. Pisal ji je Hu. Še enkrat jo je povabil ven, ona pa tega absolutno ni želela. Nekaj časa za tem jo je še poklical po telefonu, ona ga je pa zelo grdo odslovila. Čez tri dni ji je napisal še eno pismo, ki ga je razcefrala, na telefon pa se mu ni več oglasila. Tisto noč je prvič v svojem življenju sanjala o očetu. Pred njo je bila podoba Barbare Nukomedijske, device in mučenke v času cesarja Maksimina Daja. Ta ji je povedala, da se premalo naslanja nanj (mislila je očeta) in da jo bo to lahko drago stalo, kajti le tisti, ki ve, kaj se je že zgodilo, lahko predvidi, kaj se ima še zgoditi in le tisti ji lahko zares pomaga. 
Hu je prenehal pošiljati pisma in tudi telefonski pozivi so usahnili. Barbe je ostala sama doma za vsaj tri dni, njena mama je šla namreč službeno na Dunaj. V četrtek zvečer sta z Reni šli v Disco Rebeka. Tam sta srečali veliko znanih obrazov s šole. Sprva sta plesali sami, nato pa sta se jima pridružila soplesalca. To sta bila Leonhard Gottschard (Leo) in Thaddaus Clementschicz (Sch). Takoj je bilo jasno, da se ne bodo hitro razšli. Med množico ljudi je Barbe nato zagledala Huja in takoj začela razmišljati, kako bi se ga lahko otresla. Nagnila se je k Heilmarju Wimmerju, mu naslonila glavo na ramo in ga objela. Začel se je umikati, a ona se ga je oklenila z obema rokama in se s svojimi ustnicami dotaknila njegovih. To je bil njen prvi poljub in bilo ji je rahlo neprijetno. Hu pa je še vedno vztrajal v discu, zato je Barbe še naprej igrala svoje lažno razmerje s Heilmarjem. Barbe se je naposled streznila in želela iti domov, vendar ji je njen ljubimec to preprečil. Prepričal jo je, da gresta na sprehod v temo. Dobila je čuden občutek in vztrajala, da mora domov, a bilo je prepozno. Zavedala se je, da jo bo posilil. Obležala je v mokri travi in kar naenkrat so nad njo bili trije. Heimarju sta se pridružila Leo in Sch. Med tem, ko so se je fantje želeli polastiti, se je prikazal Hu. Barbe se je nekako uspelo izmuzniti in kar se da hitro je bežala, v ozadju pa je ves čas slišala stokanje, ki je najverjetneje prihajalo iz Hujevih ust. Ko je prišla domov, je razmišljala kaj naj sedaj stori, če bi policijo seznanila s Hujevo nesrečo, bi morala govoriti tudi o sebi in če bi želela prijaviti posiljevalce, bi morala povedati, kaj so ji storili. Odločila se je, da bo do mamine vrnitve ostala zaklenjena v hiši. 
Hu se je zbudil v bolnišnici, kajti bil je hudo pretepen. Osebje je komaj uspel prepričati, da pokličejo policijo, saj je bil priča posilstvu. Zjutraj ga je obiskal policijski inšpektor Kosmas Schwarz, kateremu je povedal vse podrobnosti o prejšnjem večeru. Inšpektor je naročil, naj policija razišče okolico Discoteke Rebeka, on pa se je odpravil na naslov prebivališča Barbe. Ta mu vrat ni odprla, vseeno pa je nadaljeval raziskavo. Te se je lotil z zasliševanjem osumljencev. To sta najprej bila Sch in Leo od katera ni izvedel nič koristnega. Heimar pa je vse priznal, vendar je posilstvo zanikal, dejal je, da je dekle v to privolilo. Barbe je med tem časom obiskala Osberta in Lali. Ker njene mame ni bilo doma, se je inšektor odločil obiskati Osberta. Sedaj se srečanju s policistom ni mogla izogniti. Kljub temu, da se je imela priložnost izpovedati, je vse zanikala. 
V soboto so na jasi za diskoteko Rebeka našli moško truplo. Policisti in kriminalisti so opravili pregled trupla in na njem ni bilo nobenih znakov nasilja. Ekipa višjega inšpektorja Jobsta Borngäberja je hitro razkrila pokojnikovo identiteto. Bil je Leo. Med obdukcijo so ugotovili da v lobanji manjka celotna desna polovica možganov, na lobanji pa ni bilo niti najmanjših poškodb in krvavitev. Nadaljnja obdukcija je pokazala, da so iz trupla na enako skrivnosten način izginila še jetra. Barbe je že kar nekaj noči spet imela nočne more o svojem očetu in horoskopu. Nemalo časa je minilo in našli so že drugo truplo. Bilo je truplo Sch-ja. Med obdukcijo so sped odkrili nekaj nepričakovanega. V telesu ni bilo srca. Krvi ni bilo in rane so bile takšne, kot da ne bi bile rane, temveč že zdavnaj zarasle brizge. Inšpektor Schwarz  in Jobst sta se izključno zaradi tega primera dobila v pisarni. Primer domnevnega posilstva Barbe in obe skrivnostno poškodovani trupli je bilo mogoče povezati. Predvsem je bilo lahko predvidevati, da bo naslednja žrtev Heimar. Jobst se je zato odločil, da bodo potencialno žrtev spremljali. Heimar je med pogovorom z višjim inšpektorjem priznal posilstvo in povedal tudi, da Barbe ni bila prvo zlorabljeno dekle. To pa je vse skupaj še bolj zakompliciralo, kajti to bi lahko pomenilo da se je posiljevalcem maščevalo tudi katero izmed deklet, ki so jo napadli. Morilec bi lahko bil tudi Hu, zato so ga za čas raziskave priprli. 
Barbe in njena mama sta se preselili k Osbertu in Lali. V sanjah ji je podoba tokrat govorila, da jo oče pričakuje na gredici, kjer se vsako pomlad posejejo bele rože, da premalo ve o teh rečeh in da ko se bo odpravila na pot, naj povpraša za horoskop. Barbe je vedela kje je grob, čeprav tam še nikoli ni bila. V prepričanju da ga bo našla, se je odpravila v Kovlikoto, na pokopališče. Ko je vstopila skozi zarjavela železna vrata se je prestrašila prodajalke cvetja. Ženica (Rozalija) je bila zelo podobna podobi, ki jo je videvala v sanjah. Pokazala ji je grob Patryka Kornelka in ji povedala tudi, da jo je v sanjah poiskala, na željo njenega očeta. Gospa ji je še obljubila, da bo ob naslednjem obisku izvedela vso resnico.
Ob enih ponoči je inšpektorja Jobsta klical eden izmed dveh policajev, ki sta tisto noč pazila Heimarja. Poročal je, da je zadihan in vznemirjen ter da je videti, kot da ima prisluhe. V času, ko je Jobst prihajal na lokacijo so rešilci že prišli ponj in ga odpeljali. Doktor je inšpektorju poročal, da gre za zelo nenavaden primer, saj ko postavijo diagnozo in začnejo zdravljenje, se pojavijo spet novi, drugačni simptomi. Bolnik je odprl oči in razločno rekel: »Ledvice mi je vzel, da ne bi več z veseljem scal. Zdaj so na vrsti moda, da ne bi več kavsal«. Vsi so bili začudeni, saj niso vedeli, o kom govori. Tako je Heimer ostal brez ledvic in genitalij. Zbrano medicinsko osebje pa je nato videlo, kako je bolnikovo spolovilo pomodrelo in nabreknilo, nato pa se je začelo taliti, kot led. Stari zdravnik je inšpektorja posedel in mu trdil, da je to bil paranormalni pojav ter mu svetoval, naj se seznani z vedeževalko ali vračem. 
Na dvorišče Kneejeve vile se je pripeljal fotograf, ki jih je na rojstnodnevni zabavi barbe fotografiral. Na družinski fotografiji s torto, kjer so bili zbrani Knnejevi, je bil še nekdo, Patryk Kornelek. Barbe je priznala, da je takrat ob bliskavici pomislila na očeta, ampak med tem ni nihče našel povezave. Osbert in Jobst sta se sestala v kavarni in sta si ogledovala fotografijo. Takrat je Osbert priznal, da je Patryk umrl v medsebojem obračunavanju poljskih tihotapcev, ki so jih tedanji dosierji obravnavali pod Šifro Kiseljovsk, z neko balkansko zvezo in ker je zvezi svoje hčerke (Barbine mame) s inkriminirano osebno nasprotoval, je izkoristil svoj položaj in izvedel, da ga tisto noč srbska tolpa namerava likvidirati. 
Višji inšpektor je zahteval čimprejšnjo obdelavo fotografije. Med tem časom pa so ga klicali s klinike. Naslednja žrtev tega niza umorov je bila Barbina prijateljica Reni. Na kliniko so jo pripeljali brez jezika in glasilk. Spremljaji so propadanje uhljev in srednjega ušesa. Potem so izginila zrkla. Strokovnjaki, ki so preučili fotografijo niso dopuščali niti najmanjše možnosti, da bi bil prizor montiran. Jobstu ni preostalo nič drugega, kot da je začel verjeti v duhove. Z Osbertom sta se ponovno dobila na kavi. Takrat sta sklenila, da bosta obiskala Williema Jofinacija. Ta gospod je nekdaj bil pomožni škof, zdaj pa se ukvarja z magijo. Starec je pripoved poslušal. Naposled jima je razložil, da se je aura Patryka zganila in je spet dejavna. Nekdo izmed živih jo je v stiski priklical, da se je ozrla in zdaj je že lahko prepozno. Dogajalo se bo tisto, kar se mora zgoditi, da se bo aura Patryka znova napotila po poti večnega odhajanja. Sklepali so, da je to bila Barbe. 
Barbe ni hodila v šolo, zato se je počutila, kot bi bila v zaporu. Potem pa se je spomnila na Huja. Bil je edini, ki bi ji prisluhnil. Ne da bi sploh pomišljala, se je oblekla in se izmuznila iz hiše. Skupaj sta se odpravila do pokopališča v Kovlikoto, kjer je grob Patryka. Barbe je v temi komaj našla hišo, ki ji jo je pokazala starka. Ob vratih ni bilo zvonca, zato sta potrkala. Ženica je odprla vrata, vendar vstopila je lahko samo Barbe, Hu pa je moral počakati pri postaji, kjer sta izstopila. Rozalija ji je razkrila, da ima sposobnost stika s pokojniki, ki bi lahko bili razglašeni za svetnike, če nebi imeli tragične usode. Medtem ko ji je pripovedovala o svojih izkušnjah, je omenila tudi Patryka Korneleka, ki naj bi prav tako bil žrtev krivice. Barbe izve, da je bil njen dedek Osbert vpleten v širjenje laži o njenem očetu. Od zgroženosti izgubila zavest. Ko se je prebudila, je bila gospa zaklenjena v naslonjaču. Takrat je skozi njena usta začel govoriti oče. Razkrije, da so tisti, ki poznajo resnico o posilstvu smrtne žrtve. To je prav tako postala gospa Rozalija. 
Barbe in Hu sta takoj obvestila inšpektorja Jobsta o dogodku v Kovlikoti, saj je bilo sedaj veliko ljudi lahko v smrtni nevarnosti. Jobst skupaj s parapsihologom Pedrom Augustinom de Contrerasom organizira poskus zaščite ogroženih oseb s pomočjo posebne komore. Inšpektor Schwarz se je upiral, vendar so ga v komoro prisilno postavili. Med poskusom se je spet zgodilo nekaj čudnega, inšpektorju je namreč počila glava. Jobst se je zavedal, da je tudi sam v nevarnosti in se je ves čas pripravljal na obrambo. Skupaj z Osbertom sta se ponovno odpravila do Jonifacija. Ta pride do zaključka, da so vsi ti nenavadni dogodki povezani z astralnim svetom, in razkriva, da je treba prekiniti astralni niz in uničiti astralni medij, to je Patryk Kornelek. To lahko stori ena izmed njegovih žrtev, s prostovoljno smrtjo. 
Barbe je od vsega tega doživljala nenadne vrtoglavice in slabost. Osamljena je preživljala noči in se sprehaja po terasi. Na neki točki se je spomnila na Huja in se ga je odločila obiskati. Takrat sta postala par. Zjutraj so nekdanjena mestnega župana Osberta našli obešenega v njegovi sobi. Obdukcija ni razkrila nobenih sumljivih okoliščin. Na njegovem pogrebu so bile velike ceramonije in številni poslovni nagovori. Za nekaj dni pa so na njegovem grobu zrasle drobne bele marjetice, bile so take kot na grobu Patryka Kornelka. 

## Kritike
Turk v svojem članku izpostavlja pripovedno tehniko v Astralnem nizu, ki jo je Lainšček po njegov mnenju najbolj vešč: »V moderni slovenski prozi je malo del, ki bi zmogla takšno strukturno intenziteto, kot jo odkriva prav Astralni niz. Tu bi se bilo gotovo potrebno ozreti tudi po drugih Lainščkovih tekstih, jih sopostaviti v diahroni perspektivi ter ob tem ugotavljati razvoj avtorjeve romaneskne tehnike. To je seveda naloga, ki se je tu ne moremo polotiti, lahko pa nakažemo zgolj izhodišče. Nesporno je, da se pripovedna tehnika v Astralnem nizu temeljito razlikuje od tiste, ki je uporabljena drugod, koder gre večinoma za paralelni, kolažni princip fabulativnega oblikovanja, ki ga avtor obvlada zdaj bolje (Namesto koga roža cveti), zdaj slabše (Razpočnica). Morda ni pretirana domneva, da je Lainšček v Astralnem nizu odkril tehniko, ki jo je najbolj vešč in v kateri se lahko njegovo pero do konca izkaže. Zanimivo bo opazovati, ali bodo prihodnja dela to tezo potrjevala ali ovrgla.« (Turk 1994: 155)
Precej drugačne stvari pa izpostavi Fridl Jarc: »Lainščkov Astralni niz ni žanrsko čist in normativno modeliran roman. Neustavljivo kronološko regresijo detektivk avtor preplete z nenavadno ljubezensko zgodbo in pretanjeno dialektiko želja glavne protagonistke, z zgodovinsko sporočilnostjo sanj in usodnostjo govorice horoskopa ter iracionalnimi okultističnimi pojavi. Njegovega romana ne obvladuje več absolutno vedenje 'trdega' detektiva, slovenske različice "malih sivih celic", pač pa je subjektivna pripovedna perspektiva razmehčana in razpršena med pozicijami videnja in 'vedenja' Barbe Knee, astralnega telesa storilca, kroga osumljencev in višjega policijskega inšpektorja Jobsta Borngraeberja, ki zastopa oficialno etiko policije v vsej njeni zabitosti in nemoči.« (Fridl Jarc 1993: 89–90)